# 길형진
길형진(吉亨珍, 1996년 ~ )는 프리텐다드 등의 글꼴을 제작한 디자이너이다. 1996년 충청북도 충주시에서 태어났고, 원티드랩에서 근무했고, 지금은 주식회사 오리온캑터스(orioncactus) 대표이다.

## 주요 활동
- 2025년 행정안전부 범정부 UI/UX 혁신 자문단 위원
- 2024년 한국타이포그라피학회 한글특별위원회위원장[1]
- 2024년 12월 7일. 한국타이포그라피학회 '학술대회 28' 행사에서 'Pretendard GOV와 시행착오를 중심으로'라는 제목으로 강연[2]
- 2022년 11월 5일. 한국타이포그라피학회의 'T/SCHOOL 2022' 행사에서 '다양한 환경을 위한 좌충우돌 오픈 소스 폰트 개발기'라는 제목으로 강연[3]
- 2022년 10월 8일. 연합뉴스와 프리텐다드 관련한 인터뷰[4]
- 2022년 4월 13일. 매일경제가 프리텐다드 글꼴 소개[5]

## 제작한 글꼴
- 2023년 원티드 산스 (Wanted Sans)
- 2023년 프리텐다드 거브 (Pretendard GOV)
- 2021년 프리텐다드 (Pretendard)
- 2017년 둥근모꼴+FixedSys

## 저서
- 《디지털 시대의 타이포그래피 T/SCHOOL 2022》(공저), 안그라픽스, 2023. ISBN 979-116-8230-330